# Leonie Taylor
Pour les articles homonymes, voir Taylor.
Leonora Josephine "Leonie" Taylor est une archère américaine née en mars 1870  à Cincinnati et morte le 9 mars 1936 à Mount Sterling. Elle est la sœur de Mabel Taylor, également archère.

## Biographie
Aux Jeux olympiques d'été de 1904 se tenant à Saint-Louis, Leonie Taylor est sacrée championne olympique par équipe avec les Cincinnati Archers. Elle se classe sixième en double columbia round et en double national round.